# Еврейское кладбище Веринга
Еврейское кладбище Веринга (нем. Jüdischer Friedhof Währing, также Israelitischer Friedhof Währing) — еврейское кладбище в венском районе Веринг.
Было главным местом захоронения членов венского Общества еврейской культуры (Israelitische Kultusgemeinde Wien).

## История
После открытия кладбища в 1784 году, оно было основным захоронением еврейской общины Вены. После его закрытия в 1880 году и частичного разрушения во время нацистского правления, в настоящее время кладбище является закрытым, и приходит в упадок, представляя опасность для посетителей. С 2006 года между политиками федерального и местного уровня, а также экспертами ведутся дебаты о восстановлении кладбища.
На кладбище похоронено около 30 000 человек. Последнее захоронение в существующую семейную могилу состоялось в 1911 году. Около 1900 года в центре уже закрытого  кладбища была посажена липовая аллея.
В годы Второй мировой войны, когда существование кладбища находилось под угрозой, Совет старейшин евреев разрешил эксгумацию и перезахоронение на еврейской части Центрального кладбища Вены. Более 2000 могил были разрушены в результате земляных работ для строительства бомбоубежища. После окончания войны кладбище было передано еврейской общине Вены.

## Композиция кладбища
При входе на кладбище через ворота в Schrottenbachgasse слева расположено здание, ранее использовавшееся для подготовки тела умершего в соответствии с еврейскими обрядами — Тума и Тахара, которое является примером неоклассической архитектуры и построено австрийским архитектором Йозефом Корнхойзелем. Липовая аллея отделяет старую часть кладбища от той, которая использовалась для захоронений позже. В северной части некрополя находится его сефардская секция. Вдоль главной аллеи находятся могилы священников (коэны).
К числу захоронений важных личностей находятся:
- семья фон Арнштейн — баронесса Фанни фон Арнштейн[нем.], дочь придворного еврея Даниэля Ицига, останки Фанни фон Арнштейн были выкопаны нацистами и переданы в Музей естествознания в Вене для «научных целей», такая же судьба постигла несколько других могил;
- семья Эпштейн — родственники Густава фон Эпштейна[нем.], промышленника и банкира, сам он похоронен в израильском отделении Венского центрального кладбища;
- семья Кенигсвартер — родственники Йонаса фон Кенигсвартера[нем.], австрийский банкир, был президентом венской религиозной общины.

Также здесь похоронены:
- Роберт Блюм — политик во время Мартовской революции 1848 года;
- Соломон фон Мозенталь — драматург;
- Бернхард фон Эскелес[нем.] — банкир;
- Исаак Хофманн[нем.] — купец;
- Лазарь Горовитц[нем.] — главный раввин еврейской общины Вены;
- Исаак Маннхеймер[нем.] — раввин;
- Зигфрид Вертхаймбер (Siegfried Philipp Wertheimber, 1777—1836) — терпимый еврей.

Захоронения
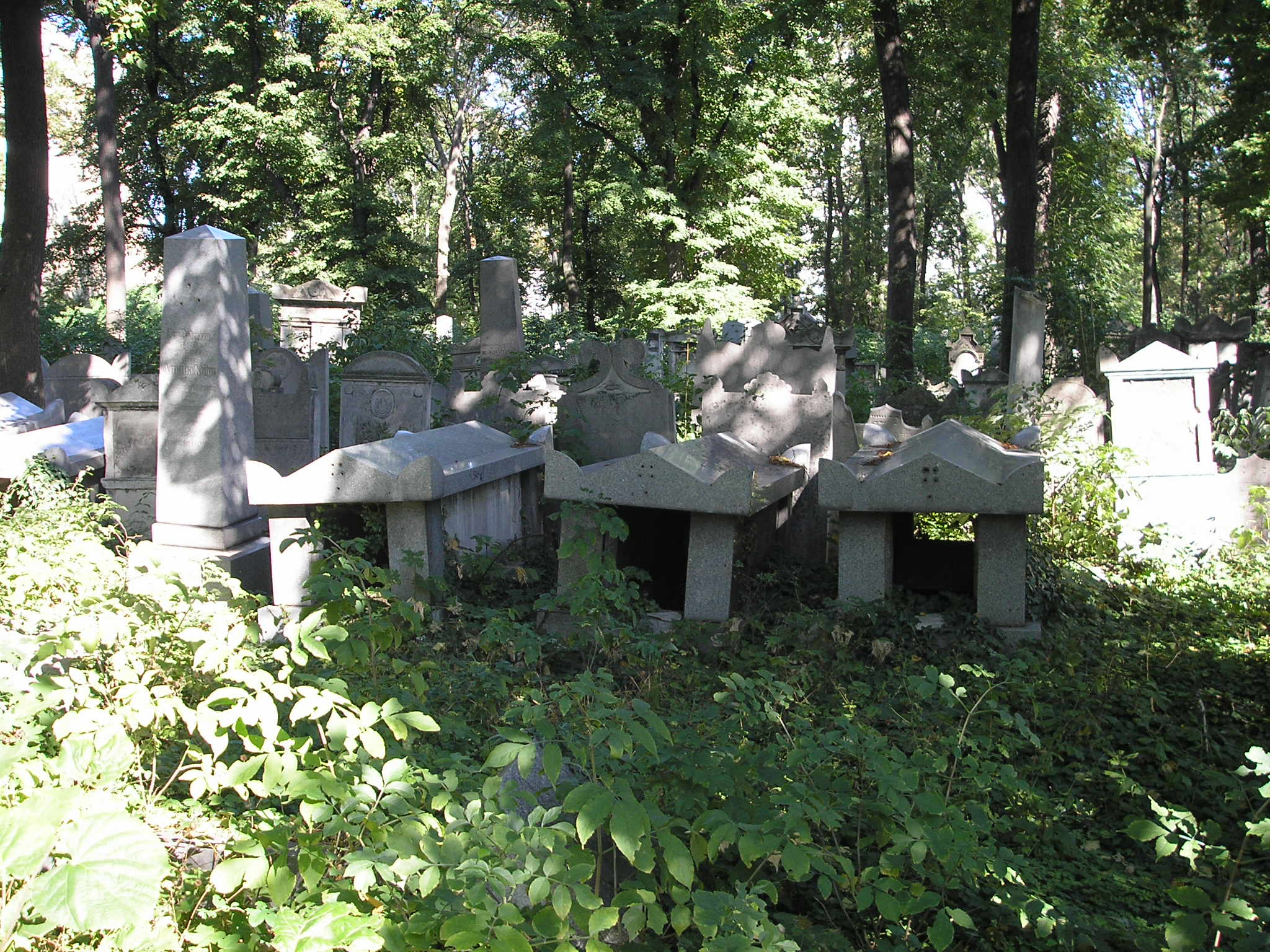
Фон Арнштейн и Эскелес
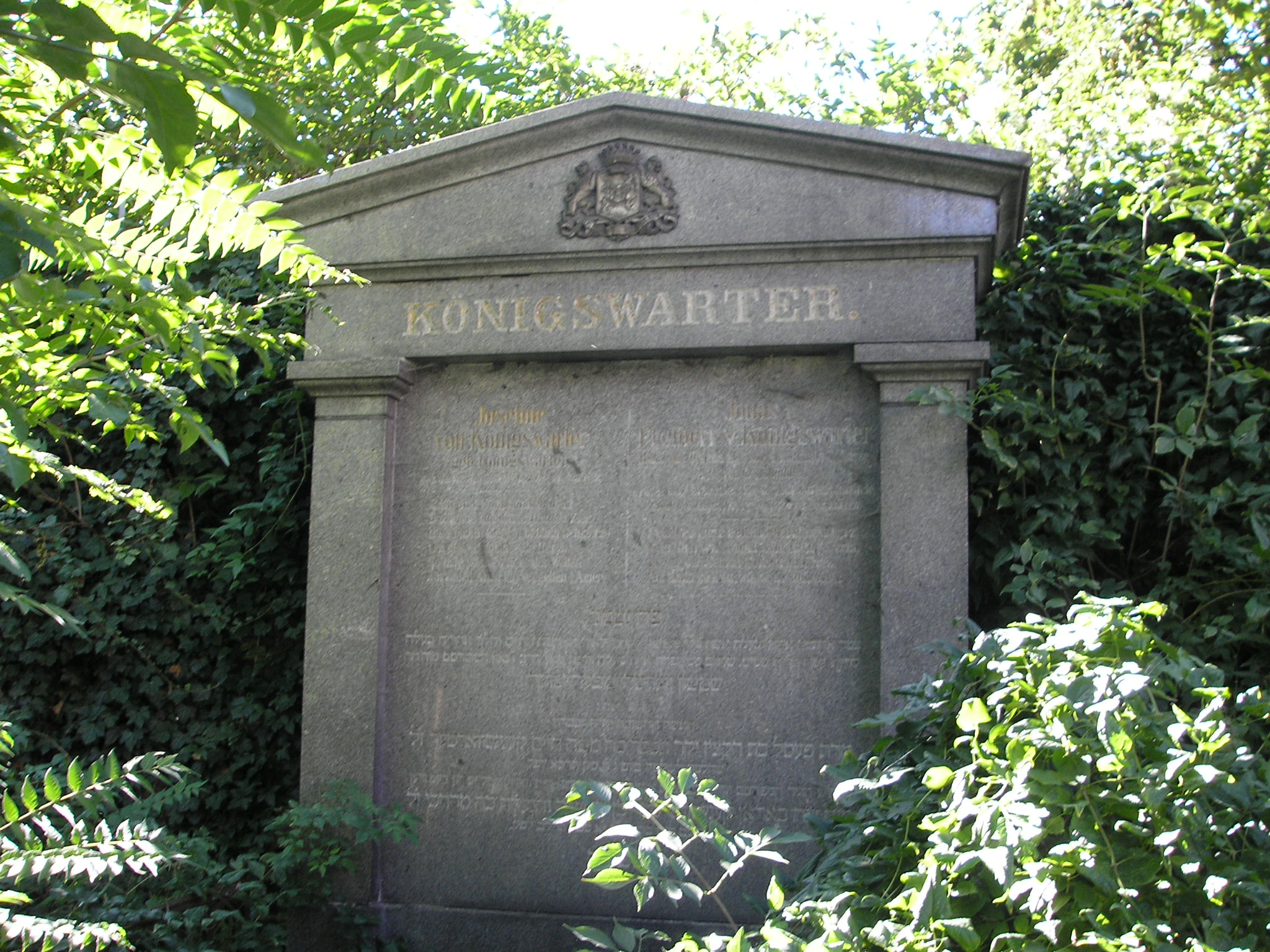
Кенигсвартер
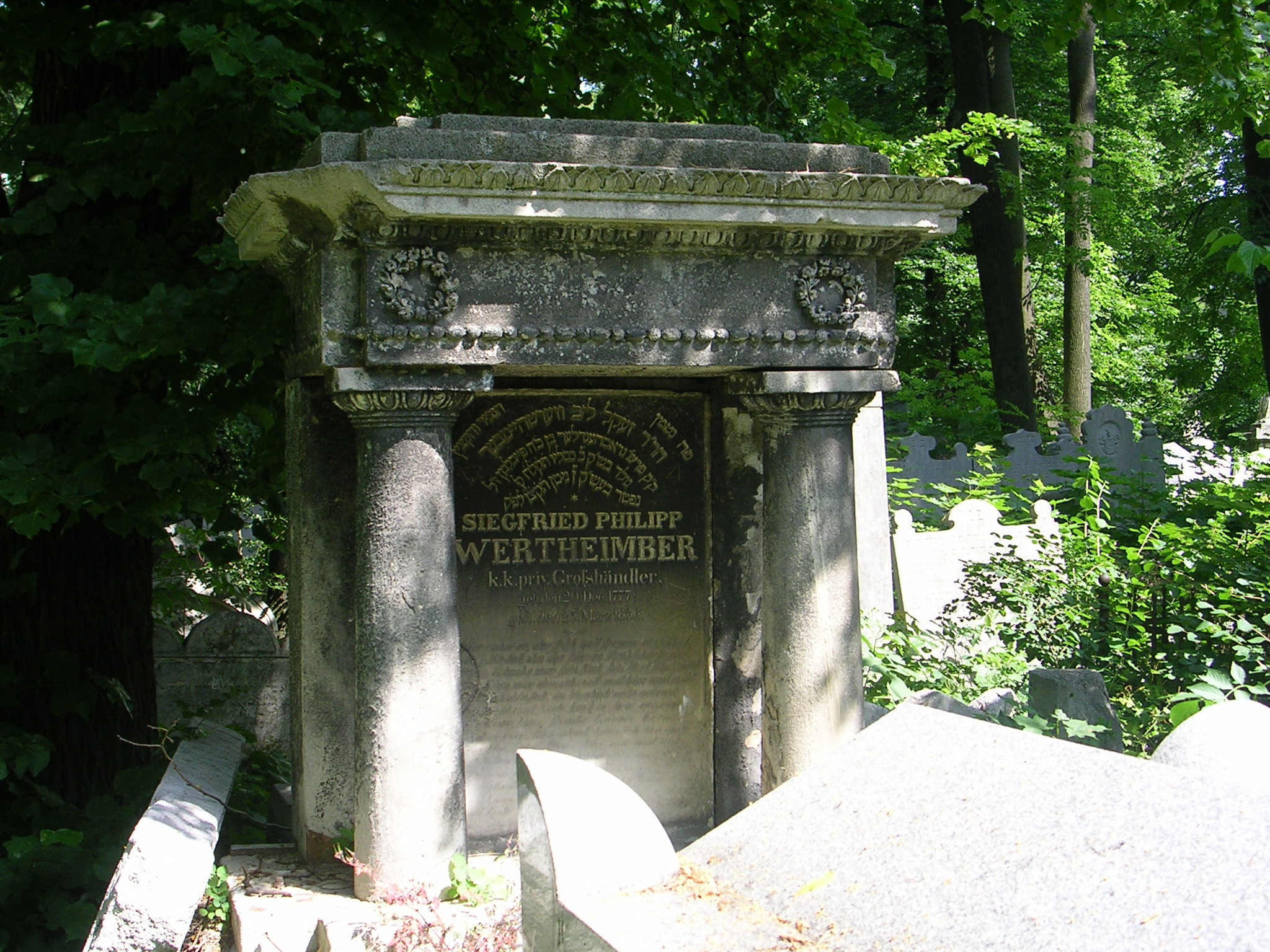
Вертхаймбер